# Coliseo Hugo Chávez
El Coliseo Playero Hugo Chávez es un recinto deportivo localizado en el municipio Vargas del estado La Guaira al centro norte del país sudamericano de Venezuela. Se trata de una estructura de concreto con una cubierta metálica construida por el instituto Autónomo de Infraestructura del gobierno del estado La Guaira y el Ministerio de Deportes de Venezuela. Tiene una capacidad para 4000 espectadores y fue diseñado específicamente para albergar los terceros Juegos Suramericanos de Playa 2014 que recibirán al menos 15 delegaciones de países de la región. Recibe su nombre en honor de Hugo Chávez quien fuese presidente de Venezuela entre 1999 y 2013. Posee su propio estacionamiento y un campo de alojamiento. Además de áreas para oficinas administrativas, gimnasio, salones, comercios, áreas VIP, y esta justo al lado de otras canchas aptas para practicar el fútbol y el voleibol. Allí es posible practicar entre otros deportes el baloncesto de playa, voleibol de playa, rugby playa, fútbol playa, lucha en arena, etc.